# Noršić Selo
Noršić Selo is een plaats in de gemeente Samobor in de Kroatische provincie Zagreb. De plaats telt 167 inwoners (2001).